# Alicia (Bohol)
Alicia (Bayan ng Alicia) är en kommun i Filippinerna. Kommunen tillhör provinsen Bohol och ligger på ön med samma namn. Folkmängden uppgår till 14 204 invånare.
Alicia indelas i 15 barangayer.

## Bildgalleri

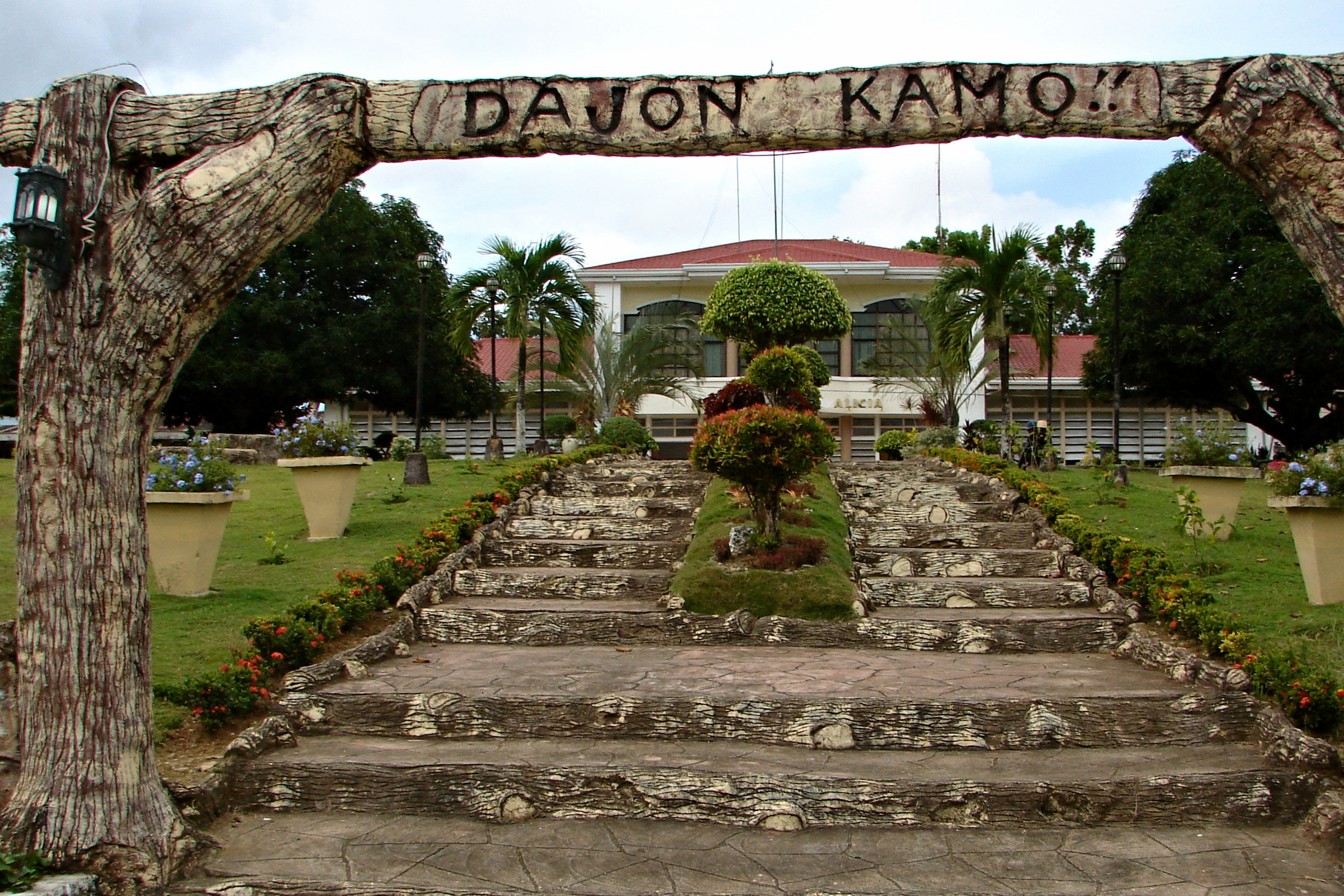
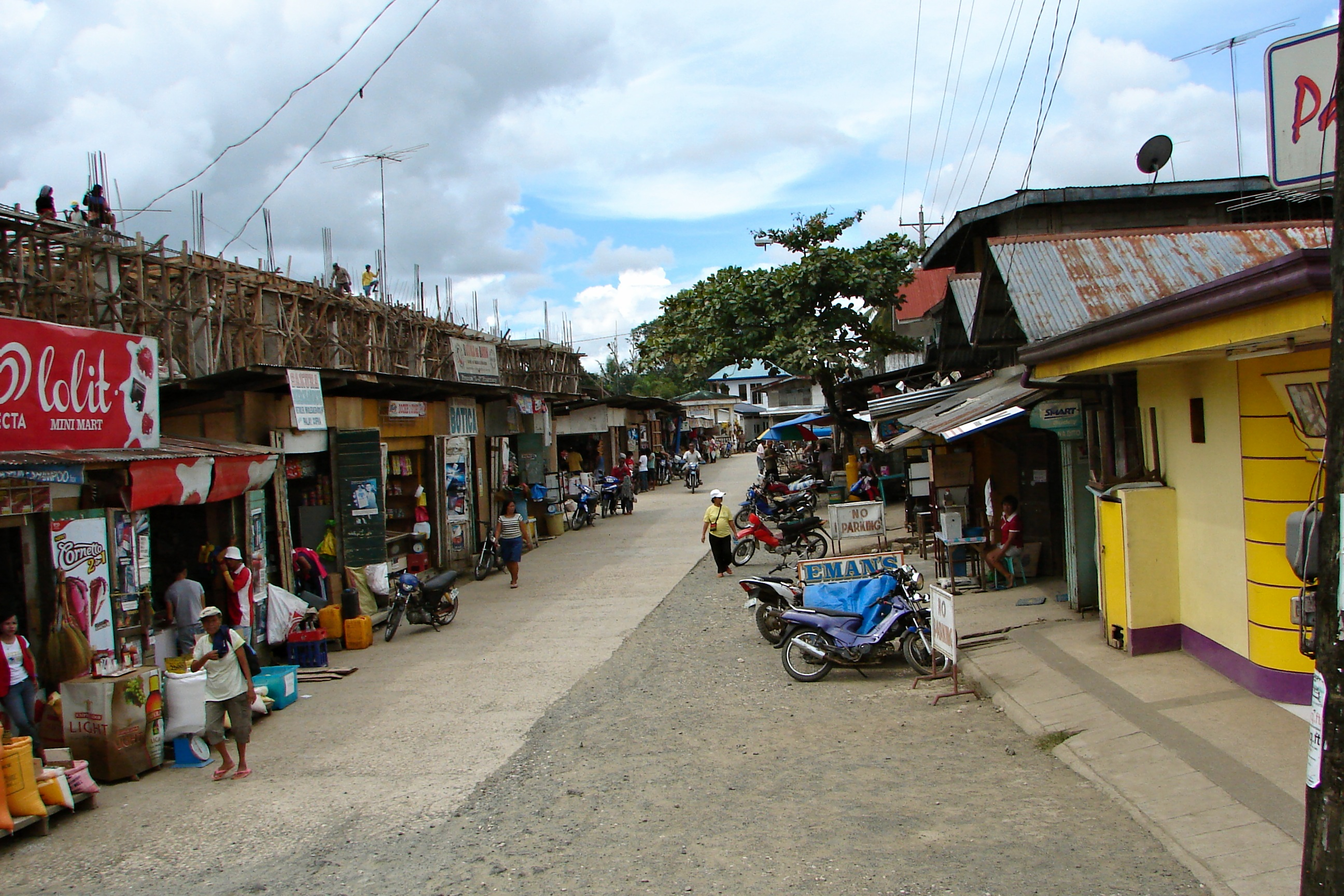